# Kim Ji-Sung
Kim Ji-Sung (Corea japonesa; 7 de noviembre de 1924 - Seúl, Corea del Sur; 12 de noviembre de 1982) fue un futbolista y entrenador de fútbol de Corea del Sur que jugaba en la posición de centrocampista.

## Carrera

### Club
| Periodo   | Club                    |
| --------- | ----------------------- |
| 1949–1955 | Gyeongseong Electricity |
| 1955–1960 | ROK Army CIC            |

### Selección nacional
Jugó para Corea del Sur de 1949 a 1958 con la que anotó un gol en 17 partidos, jugó en la copa Mundial de Fútbol de 1954 en Suiza, fue campeón de la Copa Asiática 1956 y ganó la medalla de plata en  los Juegos Asiáticos de 1954 y 1958.

### Entrenador
| Periodo   | Club                 |
| --------- | -------------------- |
| 1961–1975 | Yonsei University SC |
| 1962      | Corea del Sur sub-20 |

## Logros

### Club
ROK Army CIC
- Campeonato nacional de fútbol coreano: 1957, 1959[3]
- Korean President's Cup: 1956, 1957, 1959[4]

### Selección nacional
- AFC Asian Cup: 1956[5]
- Asian Games

- : 1954, 1958

### Individual
- Mejor Futbolista Coreano: 1958[7]